# Condado de Buchanan (Virginia)
El condado de Buchanan (en inglés: Buchanan County) es un condado en el estado estadounidense de Virginia. En el censo de 2000 el condado tenía una población de 26.978 habitantes. La sede de condado es Grundy. El condado fue formado en 1858 a partir de porciones de los condados de Russell y Tazewell. Fue nombrado en honor a John Buchanan, un agrimensor de la región.

## Geografía
Según la Oficina del Censo, el condado tiene un área total de 1.305 km² (504 sq mi), de la cual 1.305 km² (504 sq mi) es tierra y 0 km² (0 sq mi) es agua.

### Condados adyacentes
- Condado de Mingo, Virginia Occidental (norte y noreste)
- Condado de McDowell, Virginia Occidental (este)
- Condado de Tazewell (sureste)
- Condado de Russell (sur)
- Condado de Dickenson (suroeste)
- Condado de Pike, Kentucky (noroeste)

## Demografía
En el  censo de 2000, hubo 26.978 personas, 10.464 hogares y 7.900 familias residiendo en el condado. La densidad poblacional era de 54 personas por milla cuadrada (21/km²). En el 2000 había 11.887 unidades unifamiliares en una densidad de 24 por milla cuadrada (9/km²). La demografía del condado era de 96,75% blancos, 2,62% afroamericanos, 0,06% amerindios, 0,14% asiáticos, 0,10% de otras razas y 0,33% de dos o más razas. 0,47% de la población era de origen hispano o latino de cualquier raza. 
La renta promedio para un hogar del condado era de $22.213 y el ingreso promedio para una familia era de $27.328. En 2000 los hombres tenían un ingreso medio de $29.540 versus $17.766 para las mujeres. La renta per cápita para el condado era de $12.788 y el 23,20% de la población estaba bajo el umbral de pobreza nacional.

## Ciudades y pueblos
| - Big Rock - Council - Davenport - Deel - Grundy - Harman - Harman Junction | - Hurley - Keen Mountain - Mavisdale - Maxie - Oakwood - Paynesville - Pilgrim's Knob | - Prater - Shortt Gap - Stacy - Tookland - Vansant - Whitewood |